# Duacılı, Sarayköy
Duacılı là một thị trấn thuộc huyện Sarayköy, tỉnh Denizli, Thổ Nhĩ Kỳ. Dân số thời điểm năm 2010 là 1.876 người.